# 쓰마오구

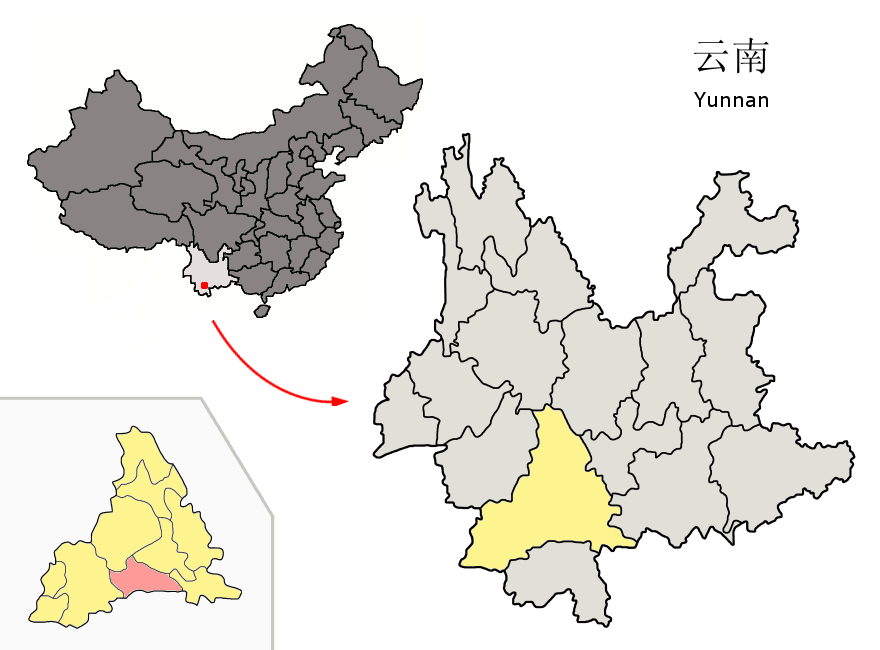
쓰마오 구의 위치

쓰마오구(한국어: 사모구, 중국어: 思茅区, 병음: Sīmáo Qū)는 중화인민공화국 윈난성 푸얼 시의 현급 행정구역이다. 예전에는 추이윈 구로 알려져있었다. 넓이는 4093km2이고, 인구는 2007년 기준으로 210,000명이다. 푸얼 시 정부의 소재지이다.

## 교통
- 쓰마오 공항

## 행정 구역
4개 진, 1개 향, 2개 민족향을 관할한다.
- 진: 思茅镇, 南屏镇, 倚象镇, 思茅港镇.
- 향: 六顺乡.
- 민족향: 云仙彝族乡, 龙潭彝族傣族乡.